# São Patrício
São Patrício là một đô thị thuộc bang Goiás, Brasil. Đô thị này có diện tích 134,518 km², dân số năm 2007 là 2000 người, mật độ 13,7 người/km².